# Celine Brun-Lie
Celine Marie Knudtzon Brun-Lie, norveška smučarska tekačica, * 13. marec 1988, Oslo, Norveška.
Uspešno športno uveljavitev je začela leta 2006 na svetovnem mladinsken prvenstvu v nordijskih disciplinah v Preski pri Medvodah kjer je osvojila bronasto medaljo v šprintu. V svetovnem pokalu je v članski konkurenci prvič nastopila 21. marca 2007 v Stockholmu kjer je v šprinterski preizkušnji osvojila 20. mesto. Bila je tudi udeleženka Zimskih olimpijskih iger 2010 kjer je ekipnem šprintu skupaj z Astrid Uhrenholdt Jacobsen osvojila 6. mesto. 